# Bart Starr
Bryan Bartlett Starr, detto Bart (Montgomery, 9 gennaio 1934 – Birmingham, 26 maggio 2019), è stato un giocatore di football americano statunitense che militato nel ruolo di quarterback per tutta la carriera con i Green Bay Packers della National Football League (NFL), dal 1956 al 1971.
Durante il suo periodo di attività guidò i Packers a cinque vittorie del campionato NFL. Ebbe meno successo come loro capo-allenatore, con un bilancio complessivo di 52–76–3 dal 1975 al 1983.
Starr fu nominato miglior giocatore dei primi due Super Bowl della storia e si guadagnò quattro selezioni per il Pro Bowl. Fu introdotto nella Pro Football Hall of Fame e nella Hall of Fame dei Green Bay Packers nel 1977. Vinse il trofeo di miglior giocatore della lega (MVP) nel 1966.
Starr detiene il secondo più alto passer rating della storia dei playoff (104,80, dietro l'altro Packer Aaron Rodgers con 112,6) e un record nei playoff di 9–1. La percentuale di passaggi completati di 57,4 di Starr era la più alta della storia della NFL quando si ritirò nel 1972. Starr ha detenuto inoltre il record di franchigia dei Packers di gare giocate (196) per 32 anni, fino alla stagione 2003.
Starr giocò alla University of Alabama dal 1952 al 1956 e fu scelto dai Packers nel 17º giro del draft NFL 1956 (199º assoluto).

## Carriera professionistica
Starr fu scelto nel corso del 17º giro del Draft 1956 dai Packers. Iniziò la carriera come riserva di Tobin Rote nel 1956 e divise i minuti in campo con Babe Parilli fino al 1959, il primo anno di Vince Lombardi come allenatore dei Packers. In quella stagione, Lombardi preferì al titolare Lamar McHan Starr, che da quel momento rimase il partente fino al termine della carriera. La stagione successiva, Green Bay arrivò fino alla finale del campionato del 1960 dove perse contro i Philadelphia Eagles, l'unica sconfitta nei playoff della carriera di Lombardi. I Packers tornarono in finale nel 1961 e 1962, battendo in entrambi i casi i New York Giants. Nel 1966, Starr fu nominato MVP della NFL da Associated Press (AP), Newspaper Enterprise Association (NEA) e UPI.
Starr era incaricato di chiamare le giocate offensive giocando nel ruolo di quarterback, come era di norma all'epoca. Una delle sue chiamate fu nell'Ice Bowl contro i Dallas Cowboys, la finale del campionato NFL, giocata il 31 dicembre 1967. A Miami, i Packers sconfissero gli Oakland Raiders campioni della AFL per 33–14 nel Super Bowl II, nell'ultima gara in carriera di Lombardi coi Packers
I Packers del 1967 furono l'ultima squadra a vincere tre titoli consecutivi. La carriera di Starr si concluse nel 1971, ritirandosi con quello che all'epoca era il secondo miglior passer rating di tutti i tempi, 80,5 (il primo all'epoca era Otto Graham con 86,6).

## Palmarès

Il numero 15 di Starr fu ritirato dai Packers nel 1973.

### Franchigia
- Super Bowl : 2

Green Bay Packers: I, II
- Campionati NFL : 5

Green Bay Packers: 1961, 1962, 1965, 1966, 1967

### Individuale
- MVP del Super Bowl: 2

1966, 1967
- MVP della NFL: 1

1966
- Convocazioni al Pro Bowl: 4

1960, 1961, 1962, 1966
- First-Team All-Pro: 2

1961, 1966
- Second-Team All-Pro: 2

1962, 1964
- Formazione ideale della NFL degli anni 1960
- Packers Hall of Fame
- Pro Football Hall of Fame
- Numero 15 ritirato dai Green Bay Packers
- Classificato al #51 tra i migliori cento giocatori di tutti i tempi da NFL.com